# Берзаска
Берзаска (раније Брзаска, рум. Berzasca) је насеље и седиште истоимене општине, која припада округу Караш-Северин у Румунији.

## Историја
По "Румунској енциклопедији" место се први пут јавља у документима 1692. године. По ослобођењу Баната од Турака, 1722. године подигнута је прва православна црква, која ће бити замењена новом посвећеном Св. арханђелима Михаилу и Гаврилу, од чврстог материјала 1836. године. Године 1777. у насељу је пописано 115 породица, махом Влаха.
Царски ревизор Ерлер 1774. године бележи да је "Persaska" милитарско насеље, у Ракаждијском округу, Новопаланачког дистрикта, насељено већином влашким становништвом.
Купац једне српске књиге био је 1864. године Виктор Станисављевић, лајтант и фелвалтер граничарски из Брзаске.

## Становништво
Према попису из 2002. у насељу живи 1.490 становника. Већину чине Румуни којих је 87,8%, затим следе Чеси са 10,3% и Срби са 0,8% становништва.